# The Last Thing You Forget
The Last Thing You Forget (Traducido como La última cosa que olvidaste) es un álbum compilatorio de la banda de rock estadounidense Title Fight.
 
Fue lanzado originalmente como un EP de tres canciones en vinilo 7" en julio de 2009, la reedición del CD de septiembre también incluye dos de los EPs anteriores de Title Fight (el split con Erection Kids y Kingston de 2008) y una pista inédita.

## Listado de canciones
7"
| N.º | Título                            | Duración |  |
| 1.  | «Symmetry»                        | 2:13     |  |
| 2.  | «Introvert»                       | 2:02     |  |
| 3.  | «No One Stays at the Top Forever» | 2:11     |  |

CD
| N.º | Título            | Duración |  |
| 4.  | «Memorial Field»  | 2:14     |  |
| 5.  | «Loud and Clear»  | 3:06     |  |
| 6.  | «Youreyeah»       | 2:10     |  |
| 7.  | «Room 200»        | 0:57     |  |
| 8.  | «Evander»         | 1:57     |  |
| 9.  | «Anaconda Sniper» | 2:40     |  |
| 10. | «Goldwaite»       | 2:48     |  |
| 11. | «Neck Deep»       | 2:26     |  |
| 12. | «Western Haikus»  | 2:01     |  |

## Créditos
| Banda - Jamie Rhoden – guitarras, voces, coros - Ned Russin – bajo, voces, coros - Shane Moran – guitarras - Ben Russin – batería, percusión | Producción - Jay Maas – producción, masterización, mezcla - Jeff Casazza – layout - Justin "JDK" Kacillas – fotografía - John Garrett Slaby – artwork |